# ルーシー・バーンズ＝ブラウン
ルーシー・バーンズ＝ブラウン（Lucy Barnes Brown、旧姓ネビンズ＝バーンズ (Nevins Barnes)、1859年3月16日 – 1921年9月30日）は初期の米国アマチュアゴルファーで、1895年開催の第1回全米女子アマチュア選手権大会に優勝したことで知られている。
ニューヨークシティーで生まれた。1880年にチャールズ・ステル・ブラウン (Charles Stelle Brown) と結婚し、1895年の大会には「チャールズ・S・ブラウン婦人 (Mrs. Charles S. Brown)」の名前でシネコックヒルズゴルフクラブ代表として出場した。当時のシネコックヒルズゴルフクラブにはバーンズ姓のメンバーが確認されており、USGA はこのバーンズ夫妻の娘が「ブラウン婦人」であると推測している。
全米女子アマ第1回優勝者については「チャールズ・S・ブラウン婦人」としか記録されておらず、この人物の旧姓やファーストネームが長年不明のままだったが、2000年頃に古文書の調査からルーシー・バーンズ＝ブラウンであると判明した。
USGA は1894年末に創設されたばかりで、1895年前半には（男子）全米アマチュア選手権と（男子）全米オープン選手権のそれぞれ第1回大会を開催した。さらに同年11月9日にはニューヨーク州ヘンプステッド (Hempstead) の町のメドーブルッククラブで第1回の全米女子アマチュア選手権を開催した。この時は18ホールのストロークプレーで行われた（現在のようなマッチプレー方式が採用されるのは翌年大会から）。13名の女性が参加し、ブラウン婦人が 132 ストロークで2位のネリー・C・サージェント (Nellie C. Sargent) に2ストローク差で優勝した。この優勝スコア132は当時女子として当該コースの新記録だった。以降この「ブラウン婦人 (Mrs. Brown)」は全米女子アマへの出場記録がない。
夫のチャールズ・S・ブラウンは1873年に不動産会社を立ち上げ、この会社は現在でもブラウンハリススティーブンス (Brown Harris Stevens) LLCとして存在する。夫婦の子供の一人であるアーチボールド・M・ブラウン (Archibald M. Brown) はその後シネコックヒルズゴルフクラブの会長を務めた。1920年には夫婦でマンハッタンに居住していたことが分かっている。